# Ahlbergia frivaldszkyi
Ahlbergia frivaldszkyi is een vlinder uit de familie van de Lycaenidae. De wetenschappelijke naam van de soort werd in 1855 gepubliceerd door Lederer.